# Лан (Верхние Пиренеи)
Лан (фр. Lanne, окс. Lana) — коммуна во Франции, находится в регионе Юг — Пиренеи. Департамент — Верхние Пиренеи. Входит в состав кантона Осён. Округ коммуны — Тарб.
Код INSEE коммуны — 65257.

## География
Коммуна расположена приблизительно в 660 км к югу от Парижа, в 130 км юго-западнее Тулузы, в 9 км к юго-западу от Тарба.
По территории коммуны протекают реки Жён и Обис (фр. Aubish).

## Климат
Климат умеренно-океанический с солнечной тёплой погодой и обильными осадками на протяжении практически всего года.

## Население
Население коммуны на 2010 год составляло 575 человек.
| 1962 | 1968 | 1975 | 1982 | 1990 | 1999 | 2010 |
| ---- | ---- | ---- | ---- | ---- | ---- | ---- |
| 235  | 238  | 227  | 324  | 448  | 507  | 575  |

## Администрация
| Период | Период | Фамилия     | Партия | Примечания |
| ------ | ------ | ----------- | ------ | ---------- |
| ?      | 1962   | Пьер Желе   |        |            |
| 1962   | 1983   | Жан Льярест |        |            |
| 1983   | 2020   | Ален Люке   |        |            |

## Экономика
В 2010 году среди 385 человек трудоспособного возраста (15-64 лет) 288 были экономически активными, 97 — неактивными (показатель активности — 74,8 %, в 1999 году было 77,6 %). Из 288 активных жителей работали 267 человек (151 мужчина и 116 женщин), безработных было 21 (8 мужчин и 13 женщин). Среди 97 неактивных 35 человек были учениками или студентами, 41 — пенсионерами, 21 были неактивными по другим причинам.

## Фотогалерея
- Церковь Св. Власия
- Карта коммуны